# Oito Minutos
8 Minutos foi um programa de entrevistas semanal exibido na Internet e comandado por Rafinha Bastos. 
Segundo o comediante, o programa foi um modo que ele encontrou de sair um pouco do humor e exercitar seu lado jornalista.
Na atração, há um bate-papo franco e descontraído com diversas personalidades (independente de sua fama) que, após editado, rende 8 minutos de entrevista e é publicado semanalmente no YouTube. 
Segundo ele, as visualizações desse novo projeto vêm aumentando a cada dia. Semanalmente, cerca de 1,5 milhões de pessoas acessavam cada programa.

## Lista das Entrevistas
O programa apresentou duas fases. A primeira começou a ser lançada no dia 28 de fevereiro de 2013, através da entrevista realizada com Carlos Alberto de Nóbrega, o apresentador do famoso programa A Praça é Nossa.  Após isso, depois de 38 entrevistas realizadas em 2013, o programa entra em hiato devido à ida de Rafinha Bastos para a Band, onde apresentou o programa Agora é Tarde. 
Entretanto, após o cancelamento do programa em 2015, Rafinha retornou com esse formato de entrevistas. No dia 2 de abril de 2015, então, a segunda fase do programa teve como primeiro entrevistado o apresentador Marcos Mion. Ela durou até o dia 24 de novembro de 2016, com a entrevista concedida a João Doria, que na época havia acabado de ser eleito prefeito de São Paulo. 
Foram, ao todo, 114 entrevistas, dividindo-se em 38 na primeira fase do programa (2013) e em 76 na segunda fase (2015-2016). Após esse período, o programa foi substituído por uma entrevista em formato de videocast com conversas mais longas, entre 1h e 1h30, o "Mais Que Oito Minutos", disponível em seu canal no YouTube.
| Edição | Data                    | Entrevistado (a)                        |
| ------ | ----------------------- | --------------------------------------- |
| 1      | 28 de fevereiro de 2013 | Carlos Alberto de Nóbrega               |
| 2      | 4 de março de 2013      | Cauê Moura                              |
| 3      | 11 de março de 2013     | PC Siqueira                             |
| 4      | 18 de março de 2013     | Roger Moreira                           |
| 5      | 25 de março de 2013     | Gregório Duvivier                       |
| 6      | 1 de abril de 2013      | José Luiz Datena                        |
| 7      | 9 de abril de 2013      | Os Barbixas                             |
| 8      | 15 de abril de 2013     | Marcio Ballas                           |
| 9      | 22 de abril de 2013     | Kéfera Buchmann                         |
| 10     | 29 de abril de 2013     | Fábio Porchat                           |
| 11     | 6 de maio de 2013       | Márvio Lúcio                            |
| 12     | 13 de maio de 2013      | Cid (Não Salvo)                         |
| 13     | 20 de maio de 2013      | Nany People                             |
| 14     | 27 de maio de 2013      | Jovem Nerd e Azaghal                    |
| 16     | 3 de junho de 2013      | Ary Toledo                              |
| 17     | 10 de junho de 2013     | Fábio Rabin                             |
| 18     | 1 de julho de 2013      | Junior Cigano                           |
| 19     | 8 de julho de 2013      | Wellington Muniz (Ceará do Pânico)      |
| 20     | 15 de julho de 2013     | Moacyr Franco                           |
| 21     | 22 de julho de 2013     | Rodrigo Fernandes (Jacaré Banguela)     |
| 22     | 29 de julho de 2013     | Oscar Schmidt                           |
| 23     | 12 de agosto de 2013    | MTVéios                                 |
| 24     | 19 de agosto de 2013    | Marcela Leal                            |
| 25     | 26 de agosto de 2013    | Lucas (Fresno)                          |
| 26     | 2 de setembro de 2013   | Felipe Neto                             |
| 27     | 9 de setembro de 2013   | Jason Biggs                             |
| 28     | 16 de setembro de 2013  | Paulo Bonfá                             |
| 29     | 19 de setembro de 2013  | Jair Kobe                               |
| 30     | 25 de setembro de 2013  | Mystery Guitar Man                      |
| 31     | 30 de setembro de 2013  | Tom Cavalcante                          |
| 32     | 14 de outubro de 2013   | Irmãos Castro                           |
| 33     | 28 de outubro de 2013   | Thaíde                                  |
| 34     | 11 de novembro de 2013  | Parafernalha                            |
| 35     | 25 de novembro de 2013  | Felipe Andreoli                         |
| 36     | 2 de dezembro de 2013   | Rosana Hermann                          |
| 37     | 9 de dezembro de 2013   | Murilo Couto                            |
| 38     | 16 de dezembro de 2013  | Papai Noel                              |
| 39     | 7 de agosto de 2014     | Marcelo Rezende                         |
| 40     | 2 de abril de 2015      | Marcos Mion                             |
| 41     | 9 de abril de 2015      | Gustavo Mendes (Dilma)                  |
| 42     | 16 de abril de 2015     | Felipe Castanhari                       |
| 43     | 23 de abril de 2015     | Mauricio Meirelles                      |
| 44     | 30 de abril de 2015     | Léo Lins                                |
| 45     | 7 de maio de 2015       | Whindersson Nunes                       |
| 46     | 14 de maio de 2015      | Marcelo Serrado                         |
| 47     | 21 de maio de 2015      | Christian Figueiredo                    |
| 48     | 28 de maio de 2015      | Bento Ribeiro                           |
| 49     | 3 de junho de 2015      | Ratinho                                 |
| 50     | 25 de junho de 2015     | Paulo Miklos                            |
| 51     | 3 de julho de 2015      | Luis Lobianco                           |
| 52     | 9 de julho de 2015      | Pathy dos Reis                          |
| 53     | 16 de julho de 2015     | Thammy Miranda                          |
| 54     | 23 de julho de 2015     | Evandro Santo (Cristiano Pior - Pânico) |
| 55     | 30 de julho de 2015     | Bruna Vieira                            |
| 56     | 6 de agosto de 2015     | Dan Stulbach                            |
| 57     | 13 de agosto de 2015    | Luba                                    |
| 58     | 20 de agosto de 2015    | Tiririca                                |
| 59     | 27 de agosto de 2015    | Rita Cadilac                            |
| 60     | 3 de setembro de 2015   | Gustavo Stockler                        |
| 61     | 10 de setembro de 2015  | Mariana Weickert                        |
| 62     | 15 de setembro de 2015  | Érick Jacquin                           |
| 63     | 24 de setembro de 2015  | Biel                                    |
| 64     | 1 de outubro de 2015    | Marcelo Tas                             |
| 65     | 8 de outubro de 2015    | Luiza Possi                             |
| 66     | 15 de outubro de 2015   | Maisa                                   |
| 67     | 22 de outubro de 2015   | Jack Black                              |
| 68     | 29 de outubro de 2015   | André Vasco                             |
| 69     | 5 de novembro de 2015   | Falcão                                  |
| 70     | 12 de novembro de 2015  | Kaio Oliveira (Xafurdaria)              |
| 71     | 19 de novembro de 2015  | Mister Catra                            |
| 72     | 3 de dezembro de 2015   | Oscar Filho                             |
| 73     | 17 de dezembro de 2015  | João Gordo                              |
| 74     | 24 de dezembro de 2015  | Tavião (Rolê Gourmet)                   |
| 75     | 7 de janeiro de 2016    | Ellen Roche                             |
| 76     | 14 de janeiro de 2016   | Thunderbird                             |
| 77     | 15 de janeiro de 2016   | Júlio Cocielo                           |
| 78     | 21 de janeiro de 2016   | Gabriela Pugliesi                       |
| 79     | 28 de janeiro de 2016   | Irmãos Piologo                          |
| 80     | 4 de fevereiro de 2016  | Eduardo Costa                           |
| 81     | 12 de fevereiro de 2016 | Camila Uckers                           |
| 82     | 18 de fevereiro de 2016 | João MMMV                               |
| 83     | 3 de março de 2016      | Adriane Galisteu                        |
| 84     | 10 de março de 2016     | Iberê (Manual do Mundo)                 |
| 85     | 17 de março de 2016     | Muca Muriçoca                           |
| 86     | 24 de março de 2016     | BRKS Edu                                |
| 87     | 31 de março de 2016     | Diogo Portugal                          |
| 88     | 14 de abril de 2016     | Desimpedidos                            |
| 89     | 5 de maio de 2016       | Camila Coutinho                         |
| 90     | 12 de maio de 2016      | Marcelo Marrom                          |
| 91     | 19 de maio de 2016      | Ricardo Boechat                         |
| 92     | 25 de maio de 2016      | Anderson Gaveta                         |
| 93     | 9 de junho de 2016      | Amaury Jr.                              |
| 94     | 23 de junho de 2016     | Mauro Nakada                            |
| 95     | 30 de junho de 2016     | Antonio Tabet (Kibe Loco)               |
| 96     | 7 de julho de 2016      | Caio Novaes (Brogui)                    |
| 97     | 14 de julho de 2016     | Di Ferrero                              |
| 98     | 22 de julho de 2016     | Luiz Felipe Pondé                       |
| 99     | 28 de julho de 2016     | Fiuk                                    |
| 100    | 4 de agosto de 2016     | Cellbit                                 |
| 101    | 11 de agosto de 2016    | MC Guimê                                |
| 102    | 25 de agosto de 2016    | Mr. Poladoful                           |
| 103    | 1 de setembro de 2016   | Gilberto Barros                         |
| 104    | 8 de setembro de 2016   | Daniella Cicarelli                      |
| 105    | 16 de setembro de 2016  | Hermes e Renato                         |
| 106    | 22 de setembro de 2016  | MC Gui                                  |
| 107    | 6 de outubro de 2016    | Gui Santana                             |
| 108    | 13 de outubro de 2016   | Raul Gil                                |
| 109    | 20 de outubro de 2016   | Thalita Rebouças                        |
| 110    | 27 de outubro de 2016   | Lucas Inutilismo                        |
| 111    | 3 de novembro de 2016   | Daniel Furlan                           |
| 112    | 10 de novembro de 2016  | Palmirinha                              |
| 113    | 17 de novembro de 2016  | Penélope Nova                           |
| 114    | 24 de novembro de 2016  | João Doria                              |